# Reckershausen

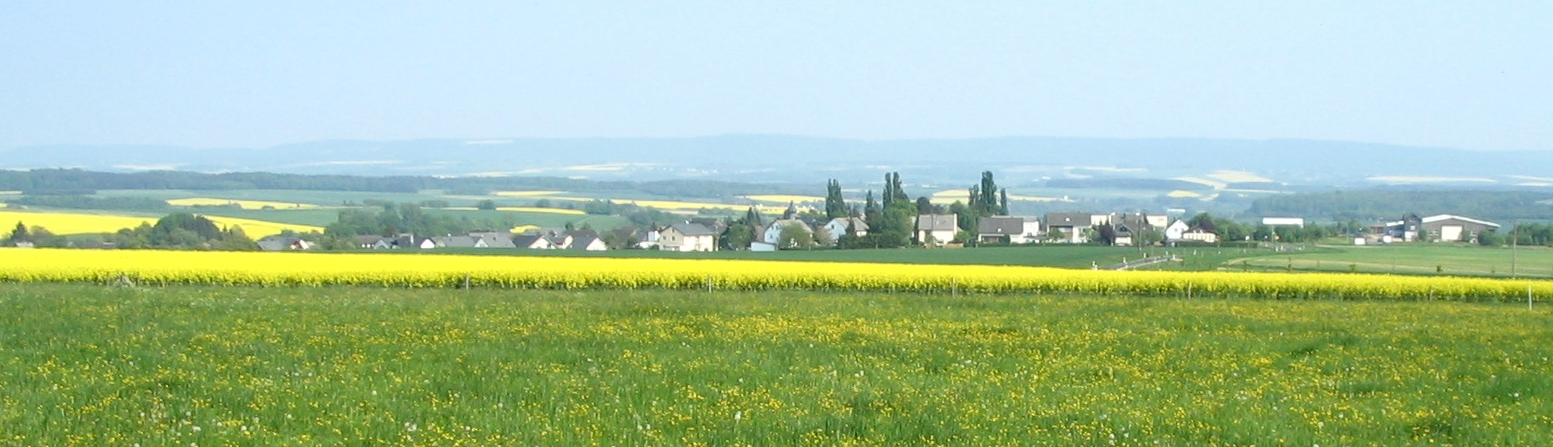
Reckershausen

Reckershausen ist eine Ortsgemeinde im Rhein-Hunsrück-Kreis in Rheinland-Pfalz. Sie gehört der Verbandsgemeinde Kirchberg (Hunsrück) an.

## Geographie
Die ländliche Wohngemeinde liegt inmitten der Mittelgebirgslandschaft des Hunsrück und umfasst eine Fläche von 8,19 km², davon 4,52 km² Waldgebiet. Zu Reckershausen gehören auch die Wohnplätze Forsthaus Faas und Sonnenhof.

## Geschichte
Die erste urkundliche Erwähnung stammt aus dem Jahr 1072. Reckershausen war Propsteigebiet des Klosters Ravengiersburg. Mit der Auflösung des Klosters durch die Herzöge von Pfalz-Simmern im Jahr 1566 wurde die Reformation eingeführt. 1672 fiel der Ort an die Kurpfalz.
Nach der Besetzung des Linken Rheinufers (1794) durch französische Revolutionstruppen wurde der Ort französisch und gehörte von 1798 bis 1814 zum Kanton Kirchberg im Rhein-Mosel-Departement.
Aufgrund der auf dem Wiener Kongress (1815) getroffenen Vereinbarungen wurde die Region und damit auch Reckershausen zum Königreich Preußen zugeordnet und gehörte von 1816 an zum Kreis Simmern im Regierungsbezirk Koblenz.
Nach dem Ersten Weltkrieg war Reckershausen zeitweise französisch besetzt.
Seit 1946 ist der Ort Teil des damals neu gebildeten Landes Rheinland-Pfalz.
1983 erlangte Reckershausen überregionale Bekanntheit durch das dortige Frauenwiderstandscamp. Hier versammelten sich zeitweise bis zu 2.000 Frauen zum Protest gegen den Bau der Raketenstation Pydna, des Bunkerbaues am Goßberg und die Stationierung von Cruise-Missiles Raketen in der Region.
Bevölkerungsentwicklung
Die Entwicklung der Einwohnerzahl von Reckershausen, die Werte von 1871 bis 1987 beruhen auf Volkszählungen:
| Jahr | Einwohner |
| ---- | --------- |
| 1815 | 390       |
| 1835 | 445       |
| 1871 | 376       |
| 1905 | 310       |
| 1939 | 319       |
| 1950 | 349       |
| 1961 | 331       |

| Jahr | Einwohner |
| ---- | --------- |
| 1970 | 338       |
| 1987 | 315       |
| 1997 | 372       |
| 2005 | 376       |
| 2011 | 386       |
| 2017 | 362       |
| 2023 | 357       |

## Politik

### Bürgermeister
Ortsbürgermeister von Reckershausen ist Christian Gehre.

### Wappen
| Wappen von Reckershausen | Blasonierung: „Unter schwarzem Schildhaupt, darin schreitender, rotbewehrter, gezungter, goldener Löwe, gespalten, vorn Rot-Silber geschacht, hinten in Gold ein schwarzes Schräggitter, belegt mit zwei gekreuzten schwarzen Berghämmern.“ |
| Wappen von Reckershausen | Wappenbegründung: Der Löwe weist auf die ehemaligen Landesherren, die Pfalzgrafen bei Rhein und Herzöge von Simmern. Reckershausen lag im ehemaligen Propsteigebiet von Ravengiersburg. Bis zur Auflösung des Stifts im Jahr 1566, waren sie dessen Vögte und bis 1707, die Landesherren über die Propstei. Das vordere Feld nimmt Bezug auf die Hintere Grafschaft Sponheim, die im Ort zahlreiche „Hintersassen“ und 19 „Hofreiten“ besaß. Das Schräggitter versinnbildlicht die Maschen eines Siebes. Siebmacherhandwerk und Siebhandel hatten in den vorigen Jahrhunderten eine große Bedeutung. Die Berghämmer weisen auf den in der Gemarkung betriebenen Erzbergbau hin. Seit 1990 führt die Gemeinde dieses Wappen. |

## Sehenswürdigkeiten
- Katholische Kirche,  Barfußpfad, Naturschwimmbad